# Flyleaf (album)
Albums de Flyleaf
Memento Mori
(2009)
Flyleaf est le premier album du groupe Flyleaf.
La chanson Cassie fait référence à Cassie Bernall, une des victimes de la fusillade de Columbine en 1999.

## Liste des titres
1. I'm So Sick
2. Fully Alive
3. Perfect
4. Cassie
5. Sorrow
6. I'm Sorry
7. All Around Me
8. Red Sam
9. There For You
10. Breathe Today
11. So I Thought